# 마금산온천
마금산온천(馬金山溫泉)은 경상남도 창원시 의창구 북면 신촌리 마금산 자락에 위치한 창원시의 온천이다. 북면에 위치한 온천이라고 해서 북면온천이라고도 부른다. 수온 35°C 이상 수질 좋은 온천 가운데 운동욕장, 수영장, 노천탕 등 보양온천 시설을 갖추고 치료와 요양, 휴양이 복합적으로 가능한 온천 시설을 일컫는 보양온천으로 최근 지정되었는데, 경남에서는 유일한 보양온천이다. 온천수는 지하 300m에서 분출되는 약알칼리성 식염온천으로 수온이 57°C 정도다. 마금산과 천마산을 잇는 구름다리가 위치하며, 인근 주남저수지가 있다.

## 연혁
마금산온천의 역사는 조선왕조실록에서 처음 언급된다.
- 조선시대: 온천은 창원도호부에서 북쪽으로 18리 초미흘(草未訖)에 있다. 욕칸은 3칸이고 주사가 3칸이다라는 기록이 세종실록에 기록되어 있다.
- 1927년: 마산도립병원장이었던 일본인 도쿠나가가 온천을 찾아내는 데 성공해 온천욕을 통한 요양 장소로 문을 열었다.

## 볼거리
- 주남저수지

## 같이 보기
- 부곡온천